# Utrata HMS Pathfinder, 5 września 1914
Utrata HMS Pathfinder, 5 września 1914 (ang. Loss of HMS Pathfinder, September 5th 1914) – obraz olejny namalowany przez angielskiego malarza Williama Lionela Wylliego w 1920, znajdujący się w zbiorach Imperial War Museum w Londynie.

## Opis
Obraz przedstawia autentyczne wydarzenie, do jakiego doszło na początku I wojny światowej na wodach Morza Północnego. 5 września 1914 brytyjski lekki krążownik HMS Pathfinder został zatopiony przez niemiecki okręt podwodny SM U-21 – „Pathfinder” stał się pierwszym okrętem zatopionym przez nowoczesny okręt podwodny.
Okręt eksploduje i tonie. Dziób jest już pod powierzchnią, a złamany komin lada chwila wpadnie do wody. Ogromna chmura gęstego dymu unosi się nad okrętem razem z gwałtownie tryskającym słupem wody.